# Jean de Bedoire
Jean de Bedoire, ursprungligen Bedoire, född 28 december 1728 i Fransk lutherska församlingen, död 30 december 1800 i Stockholm, var en svensk diplomat och hovfunktionär.

## Biografi

### Tidiga år
Jean Bedoire föddes i Stockholm som son till handelsmannen Frans Bedoire av släkten Bedoire och den skotska adelsdamen Maria Elisabeth Ross. Vidare var han sonson till perukmakaren Jean Bedoire den äldre och brorson till den förmögne affärsmannen Jean Bedoire den yngre. Han blev student 1746 vid Uppsala universitet men började att arbeta som kontorist på sin släkting Jean Henrik Le Febures handelskontor i Stockholm redan ett år senare 1747.

### Karriär
Därefter sadlade han om och blev auskultant i kommerskollegium 1752. Han utnämndes 1782 till ceremonimästare vid det svenska hovet. 
de Bedoire var Sveriges generalkonsul i den portugisiska huvudstaden Lissabon 1757–1787. Under sin tid i Lissabon verkade han som agent vid det portugisiska hovet. Därtill reste han till Brasilien, i vilket ärende han medtog sig ett djur främmande för den europeiska faunan. Djuret skickades till dennes bror, för att vidare lämnas vid Akademiska trädgården i Uppsala. Varvid den förts till Uppsala emottog Carl von Linné detsamma med "besynnerlig glädje."
de Bedoire erhöll landshövdingetitel 1793.

### Adelskap
Jean Bedoire adlades i maj 1777 med namnet de Bedoire och introducerades på Riddarhuset under nummer 2133. Eftersom han var ogift, slöt han själv sin ätt. 
Vid hans begravning i Jakobs kyrka krossades den utslocknade ättens vapen av Gudmund Jöran Adlerbeth.

## Utmärkelser
- Riddare av Vasaorden, 1775.
- Riddare av Nordstjärneorden, 1788.